# James Comley
James Richard Comley (Londres, Inglaterra, Reino Unido, 24 de enero de 1991) es un futbolista británico que juega como mediocampista en el Hampton & Richmond Borough de la National League South. Es internacional con la selección de fútbol de Montserrat.

## Carrera

### Clubes
Comley pasó por el sistema juvenil del Crystal Palace e hizo su debut en English Football League el 17 de marzo de 2009 como suplente contra el Barnsley . Hizo tres apariciones más en la liga en la temporada 2008-09 y jugó dos veces en la FA Cup la temporada siguiente, antes de ser liberado en junio de 2010.
Comley estuvo sin club en la temporada 2010-11 debido a una lesión y entrenó con Tottenham Hotspur en la primera mitad de la temporada 2011-12 antes de unirse a Canvey Island en enero de 2012.
Luego se unió a St Albans City por el resto de la temporada. Para 2012-13, se unió a Kettering Town, pero no hizo apariciones debido a una lesión y se reincorporó a St Albans en diciembre de 2012.
Comley se unió al Maidenhead United cedido en febrero de 2016. El préstamo se hizo permanente al final de la temporada. Comley dejó a los Magpies al final de la temporada 2020-21 después de 196 apariciones desde que se unió al club por primera vez.
Comley se unió a Walton Casuals en octubre de 2021. Se unió a Boreham Wood al mes siguiente.

### Selección nacional
Comley jugó para el equipo C de Inglaterra en octubre de 2014 contra una selección sub-23 de    Turquía.
En marzo de 2015, Montserrat convocó a Comley para la clasificación para la Copa del Mundo de 2018, jugando en ambos partidos de una derrota global por 3-4 ante Curazao.

## Vida personal
El hermano menor de Comley, Brandon, también es futbolista. También es internacional con Montserrat y ambos jugaron juntos por primera vez contra El Salvador en septiembre de 2018.

## Estadísticas

### Clubes
| Club                         | Temporada | Liga                             | Liga     | Liga  | FA Cup   | FA Cup | League Cup | League Cup | Otro     | Otro  | Total    | Total |
| Club                         | Temporada | División                         | Partidos | Goles | Partidos | Goles  | Partidos   | Goles      | Partidos | Goles | Partidos | Goles |
| ---------------------------- | --------- | -------------------------------- | -------- | ----- | -------- | ------ | ---------- | ---------- | -------- | ----- | -------- | ----- |
| Crystal Palace               | 2008–09   | Championship                     | 4        | 0     | 0        | 0      | 0          | 0          | —        | —     | 4        | 0     |
| Crystal Palace               | 2009–10   | Championship                     | 0        | 0     | 2        | 0      | 0          | 0          | —        | —     | 2        | 0     |
| Crystal Palace               | Total     | Total                            | 4        | 0     | 2        | 0      | 0          | 0          | 0        | 0     | 6        | 0     |
| Canvey Island                | 2011–12   | Isthmian League Premier Division | 8        | 0     | 0        | 0      | —          | —          | 1        | 0     | 9        | 0     |
| St Albans City               | 2011–12   | SFL Premier Division             | 6        | 0     | 0        | 0      | —          | —          | 0        | 0     | 6        | 0     |
| Kettering Town               | 2012–13   | SFL Premier Division             | 0        | 0     | 0        | 0      | —          | —          | 0        | 0     | 0        | 0     |
| St Albans City               | 2012–13   | SFL Premier Division             | 21       | 3     | 0        | 0      | —          | —          | 1        | 0     | 22       | 3     |
| St Albans City               | 2013–14   | SFL Premier Division             | 39       | 6     | 5        | 0      | —          | —          | 11       | 2     | 55       | 8     |
| St Albans City               | 2014–15   | Conference South                 | 30       | 3     | 3        | 0      | —          | —          | 6        | 0     | 39       | 3     |
| St Albans City               | 2015–16   | National League South            | 24       | 0     | 4        | 0      | —          | —          | 2        | 1     | 30       | 1     |
| St Albans City               | Total     | Total                            | 114      | 12    | 12       | 0      | 0          | 0          | 20       | 3     | 146      | 15    |
| Maidenhead United (préstamo) | 2015–16   | National League South            | 16       | 0     | —        | —      | —          | —          | 0        | 0     | 16       | 0     |
| Maidenhead United            | 2016–17   | National League South            | 37       | 0     | 1        | 0      | —          | —          | 1        | 0     | 38       | 0     |
| Maidenhead United            | 2017–18   | National League                  | 32       | 1     | 2        | 0      | —          | —          | 4        | 0     | 37       | 1     |
| Maidenhead United            | 2018–19   | National League                  | 38       | 0     | 3        | 0      | —          | —          | 1        | 0     | 42       | 0     |
| Maidenhead United            | 2019–20   | National League                  | 26       | 0     | 3        | 0      | —          | —          | 4        | 0     | 33       | 0     |
| Maidenhead United            | 2020–21   | National League                  | 28       | 1     | 0        | 0      | —          | —          | 0        | 0     | 28       | 1     |
| Maidenhead United            | Total     | Total                            | 177      | 2     | 9        | 0      | 0          | 0          | 10       | 0     | 196      | 2     |
| Walton Casuals               | 2021–22   | SFL Premier Division South       | 7        | 2     | 0        | 0      | —          | —          | 3        | 0     | 10       | 2     |
| Boreham Wood                 | 2021–22   | National League                  | 18       | 0     | 3        | 0      | —          | —          | 0        | 0     | 21       | 0     |
| Total                        | Total     | Total                            | 334      | 16    | 26       | 0      | 0          | 0          | 34       | 3     | 394      | 19    |

### Selección nacional
| selección nacional | Año   | aplicaciones | Metas |
| ------------------ | ----- | ------------ | ----- |
| Montserrat         | 2015  | 2            | 0     |
| Montserrat         | 2018  | 3            | 0     |
| Montserrat         | 2019  | 5            | 1     |
| Montserrat         | 2021  | 5            | 0     |
| Montserrat         | 2022  | 3            | 0     |
| Total              | Total | 18           | 1     |

### Goles internacionales
| N.º | Fecha                   | Lugar                                       | Adversario           | Gol | Resultado | Competencia                         |
| --- | ----------------------- | ------------------------------------------- | -------------------- | --- | --------- | ----------------------------------- |
| 1.  | 7 de septiembre de 2019 | Estadio Blakes Estate, Look Out, Montserrat | República Dominicana | 1–1 | 2–1       | 2019-20 CONCACAF Liga de Naciones B |